# فردی هابارد
 فردی هابارد (انگلیسی: Freddie Hubbard؛ ۷ آوریل ۱۹۳۸ – ۲۹ دسامبر ۲۰۰۸) یک موسیقی‌دان اهل ایالات متحده آمریکا بود.